# Tim Ecclestone
Timothy James „Tim“ Ecclestone (* 24. September 1947 in Toronto, Ontario; † 2. März 2024 in Roswell, Georgia, USA) war ein kanadischer Eishockeyspieler und -trainer. Zwischen 1968 und 1978 bestritt der rechte Flügelstürmer insgesamt 740 Partien in der National Hockey League (NHL) und lief dabei für die St. Louis Blues, Detroit Red Wings, Toronto Maple Leafs und Atlanta Flames auf. Anschließend war er kurzzeitig als Assistenztrainer der Flames tätig.

## Karriere

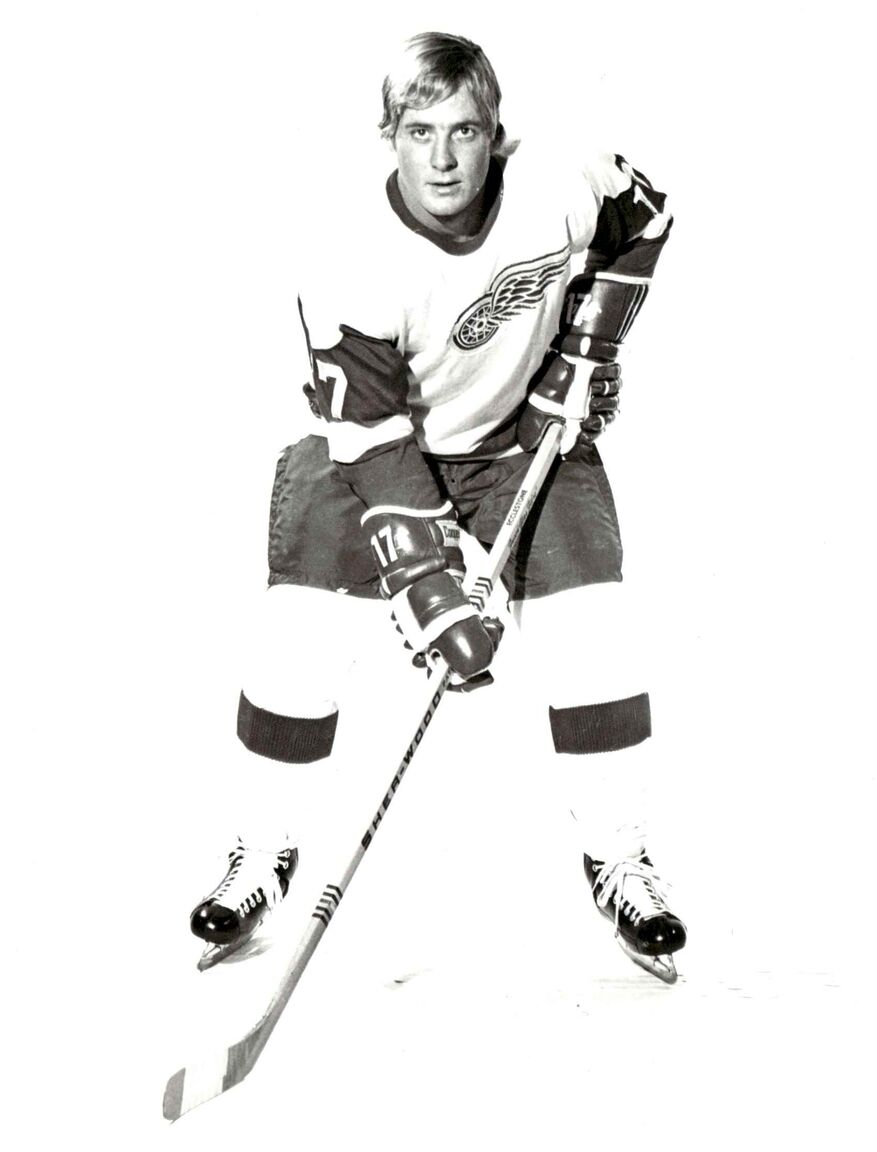
Ecclestone im Trikot der Detroit Red Wings (1971)

Tim Ecclestone wurde bereits als Nachwuchsspieler im NHL Amateur Draft 1964 in der zweiten Runde als insgesamt neunter Spieler von den New York Rangers aus der National Hockey League (NHL) ausgewählt, für die er allerdings nie spielte. Nach seiner Juniorenzeit bei den Etobicoke Indians in der Metro Junior B Hockey League (MetJBHL) und Kitchener Rangers in der Ontario Hockey Association (OHA) wurde er im Juni 1967 im Verlauf des NHL Expansion Draft 1967 von den neu gegründeten St. Louis Blues verpflichtet, als er gemeinsam mit Gary Sabourin, Bob Plager und Gord Kannegiesser im Tausch für Rod Seiling dorthin transferiert worden war. Für das Team war er knapp vier Jahre aktiv und erreichte dabei die Stanley-Cup-Finalserien der Jahre 1968, 1969 und 1970, in denen die Blues jedoch dreimal in Folge durch einen Sweep unterlegen waren. Im Februar 1971 wurde er gemeinsam mit Red Berenson im Tausch für Garry Unger und Wayne Connelly an die Detroit Red Wings abgegeben, für die er weitere drei Jahre lang in der NHL auf dem Eis stand.
Zu Beginn der Saison 1972/73 erwarben die Toronto Maple Leafs im Tausch für Pierre Jarry die Rechte am Spieler. Bis zum Ende der Spielzeit bestritt der Kanadier schließlich insgesamt 50 Spiele für die Maple Leafs, in denen er 24 Scorerpunkte erzielte. Bereits kurz nach dem Start der Spielzeit 1974/75 verließ Ecclestone seine Heimatstadt im November 1974 wieder, um für die Atlanta Flames aufzulaufen. Zunächst war er aber zusammen mit Willie Brossart zu den Washington Capitals transferiert worden, während im Gegenzug abermals Rod Seiling den Weg Ecclestones kreuzte. Noch am selben Tag kaufte Atlanta den Stürmer vom Franchise aus der Hauptstadt. In Atlanta beendete er seine Karriere im Sommer 1978 im Alter von 30 Jahren. In seiner letzten Spielzeit im Profieishockey erzielte Ecclestone zudem vier Scorerpunkte in sechs Spielen für die Tulsa Oilers aus der Central Hockey League. Insgesamt hatte der Kanadier 692 NHL-Spiele bestritten und dabei 359 Scorerpunkte erzielt.
Anschließend blieb Ecclestone seiner Mannschaft aus Atlanta treu, für die er bis 1980 als Assistenztrainer arbeitete. Als das Team vor der Saison 1980/81 ins kanadische Calgary umgesiedelt wurde, wo es fortan als Calgary Flames spielte, verließ der ehemalige Flügelspieler die Organisation und zog sich aus dem Eishockey zurück. Ecclestone verstarb am 2. März 2024 im Alter von 76 Jahren in Roswell im US-Bundesstaat Georgia, wo er sich nach seiner Karriere niedergelassen und bis zum Jahr 2020 ein Restaurant betrieben hatte.

## Erfolge und Auszeichnungen
- 1967 OHA Second All-Star Team
- 1971 Teilnahme am NHL All-Star Game

## Karrierestatistik
(Legende zur Spielerstatistik: Sp oder GP = absolvierte Spiele; T oder G = erzielte Tore; V oder A = erzielte Assists; Pkt oder Pts = erzielte Scorerpunkte; SM oder PIM = erhaltene Strafminuten; +/− = Plus/Minus-Bilanz; PP = erzielte Überzahltore; SH = erzielte Unterzahltore; GW = erzielte Siegtore; 1 Play-downs/Relegation; Kursiv: Statistik nicht vollständig)